# Jatisaba (Purbalingga)
Jatisaba is een bestuurslaag in het regentschap Purbalingga van de provincie Midden-Java, Indonesië. Jatisaba telt 2991 inwoners (volkstelling 2010).